# Nil Roca
Nil Roca (Arenys de Munt, 28 settembre 1997) è un hockeista su pista spagnolo.

## Palmarès

### Club

#### Titoli nazionali
- Coppa del Re: 2

Barcellona: 2018, 2019
- Supercoppa di Spagna: 1

Barcellona: 2020
- Campionato spagnolo: 3

Barcellona: 2018-2019, 2019-2020, 2020-2021

#### Titoli internazionali
- Coppa Intercontinentale: 1

Barcellona: 2018
- Supercoppa d'Europa/Coppa Continentale: 1

Barcellona: 2018-2019

### Nazionale
- Campionato mondiale: 1

Nanchino 2017
- Campionato europeo: 2

A Coruña 2018, Paredes 2021